# Terras de Bouro
Terras de Bouro és un municipi portuguès, situat al districte de Braga, a la regió del Nord i a la Subregió del Cávado. L'any 2001 tenia 8.350 habitants. Es dividia en 17 freguesies. Limita al nord amb Ponte da Barca i Galícia, a l'est amb Montalegre, al sud amb Vieira do Minho, al sud-oest amb Amares i a l'oest amb Vila Verde.
| Població del concelho de Terras de Bouro (1801 – 2004) | Població del concelho de Terras de Bouro (1801 – 2004) | Població del concelho de Terras de Bouro (1801 – 2004) | Població del concelho de Terras de Bouro (1801 – 2004) | Població del concelho de Terras de Bouro (1801 – 2004) | Població del concelho de Terras de Bouro (1801 – 2004) | Població del concelho de Terras de Bouro (1801 – 2004) | Població del concelho de Terras de Bouro (1801 – 2004) | Població del concelho de Terras de Bouro (1801 – 2004) |
| ------------------------------------------------------ | ------------------------------------------------------ | ------------------------------------------------------ | ------------------------------------------------------ | ------------------------------------------------------ | ------------------------------------------------------ | ------------------------------------------------------ | ------------------------------------------------------ | ------------------------------------------------------ |
| 1801                                                   | 1849                                                   | 1900                                                   | 1930                                                   | 1960                                                   | 1981                                                   | 1991                                                   | 2001                                                   | 2004                                                   |
| 4091                                                   | 5615                                                   | 8436                                                   | 10206                                                  | 11762                                                  | 10131                                                  | 9406                                                   | 8350                                                   | 7955                                                   |

## Freguesies
- Balança
- Brufe
- Campo do Gerês
- Carvalheira
- Chamoim
- Chorense
- Cibões
- Covide
- Gondoriz
- Moimenta (Terras de Bouro)
- Monte
- Ribeira
- Rio Caldo
- Souto
- Valdosende
- Vilar
- Vilar da Veiga